# Klaus Heugel

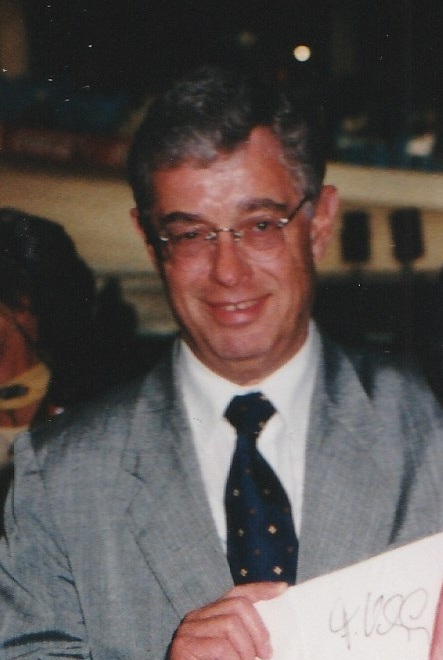
Klaus Heugel (1999)

Klaus Heugel (* 3. August 1936 in Berlin) ist ein deutscher Politiker (SPD). Er war Oberstadtdirektor und Oberbürgermeisterkandidat von Köln.

## Biografie
Klaus Heugel machte nach dem Abitur eine Ausbildung zum Hauer unter Tage. Später absolvierte er ein Studium der Betriebswirtschaft mit anschließender Promotion. Zunächst war er als Direktionsassistent bei der AEG tätig. Es folgte eine Tätigkeit bei der Stabsstelle der Gutehoffnungshütte. Schließlich wurde er Asien-Länderreferent der Deutschen Entwicklungsgesellschaft.

## Politische Tätigkeit
Das SPD-Mitglied Heugel wurde durch Horst Ehmke persönlicher Referent im Bundeskanzleramt während der Amtszeit von Bundeskanzler Willy Brandt. Unter der Amtszeit von Bundeskanzler Helmut Schmidt wurde Klaus Heugel Referatsleiter für politische Analysen. Anschließend wechselte Heugel zur Kommunalpolitik und wurde Geschäftsführer der SPD-Ratsfraktion im Kölner Stadtrat. Von 1980 bis 1998 war Klaus Heugel Fraktionsvorsitzender der SPD in Köln. Außerdem war er von 1980 bis zu seinem vorzeitigen Ausscheiden 1998 Abgeordneter des Landtages von Nordrhein-Westfalen. Zusammen mit Norbert Rüther galt Klaus Heugel als einer der einflussreichsten SPD-Politiker in Köln. Es folgte seine Tätigkeit als Oberstadtdirektor von Köln von 1998 bis 1999. 1999 kandidierte Heugel als hauptamtlicher Oberbürgermeister der SPD und musste kurz vor der Wahl im Herbst 1999 zurücktreten, als seine Insidergeschäfte mit Aktien bekannt wurden. Im Zusammenhang mit dem Kölner Müll- und Spendenskandal wurde er am 7. August 2008 vom Landgericht Köln wegen Bestechlichkeit zu einer Haftstrafe von einem Jahr und neun Monaten auf Bewährung verurteilt. Die von ihm eingereichte Revision wurde mit Beschluss vom 8. Juli 2009 als unbegründet verworfen. Die Verurteilung wurde damit rechtskräftig.